# Ataki fenian na Kanadę

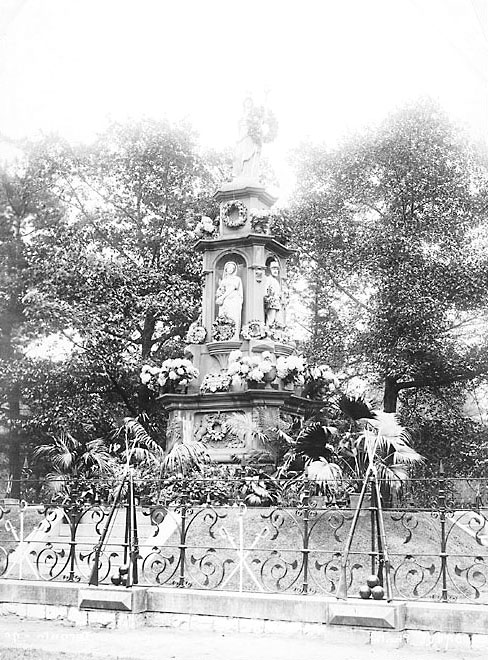
Pomnik upamiętniający ataki fenian

Ataki fenian na Kanadę – skoordynowane z sobą próby inwazji na kolonie brytyjskie w Ameryce Północnej dokonane przez fenian, irlandzką organizację niepodległościową Irish Republican Brotherhood (IRB), w roku 1866.
Fenianie działali otwarcie w USA ciesząc się rozległym społecznym poparciem tradycyjnie antybrytyjskiej społeczności. Także i politycy, w szczególności w przedwyborczych deklaracjach, popierali irlandzkich nacjonalistów. Fenianie stawiali sobie za zadanie doprowadzenie do pełnej niepodległości Irlandii. Fenianie zaplanowali atak zbrojny na kolonie brytyjskie (Prowincje Kanady), opanowanie ich, a następnie negocjacje z Wielka Brytania z pozycji siły, utrzymując kolonie i ich mieszkańców jako „zakładników”.

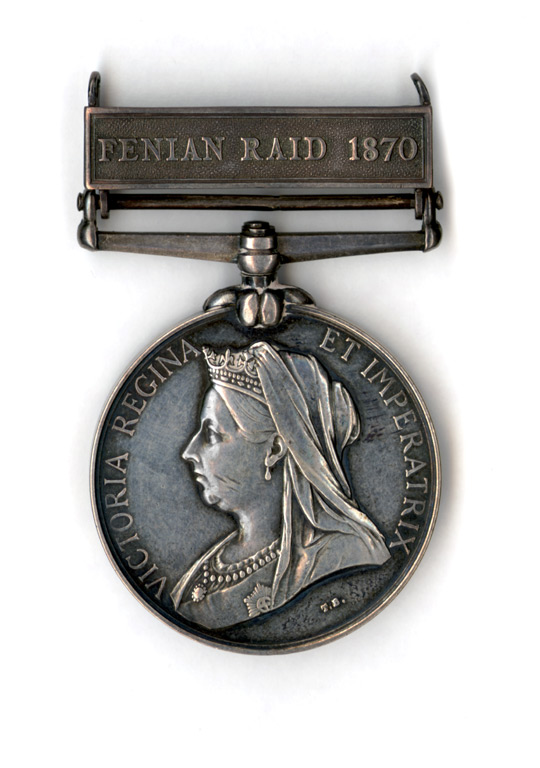
Fenian Raid Medal

## Plan ataku
W październiku 1865 w czasie narodowej konwencji fenian w Filadelfii nowym sekretarzem stanu organizacji został weteran wojny amerykańsko-meksykańskiej generał Tom Sweeny noszący przydomek Fighting Tom (Waleczny Tom). Został on zobligowany przez kongres do przygotowania planów inwazji na Kanadę. Plan zakładał trzy skoordynowane kampanie zbrojne.
Pierwsza, dowodzona przez brygadiera Charlesa Tevisa zakładała, że 3 tysiące bojowników zgrupowanych wcześniej w Chicago przekroczy granicę z Kanadą w okolicach Detroit, a następnie szybkim marszem dotrze w okolice miasta Stratford. Druga kampania zakładała, iż pięciotysięczny oddział pod dowództwem brygadiera Williama Lyncha, zgrupowany wcześniej w Cleveland, przekroczy granicę w okolicy Buffalo, a następnie szybkim marszem dotrze do Hamilton. Te dwa oddziały miały zaszachować stolicę Kanady Toronto. Informacje zgromadzone przez wywiad fenian, iż Kanada jest w stanie zmobilizować jedynie od 8 do 20 tysięcy milicji i nie są tam obecne żadne poważne regularne siły brytyjskie. Według założenia cała zdolność obronna Kanady miała być spożytkowana na obronę przed agresją z zachodu.
Choć stratedzy fenian mieli nadzieję na zadanie znacznych strat, a nawet zniszczenie milicji kanadyjskiej, zadaniem ich było jedynie zmylenie przeciwnika, gdyż główne uderzenia miało nastąpić w kierunku Kanady Wschodniej. Plan zakładał, że po odejściu milicji z Kanady Wschodniej, kanadyjscy Irlandczycy zaangażowani w spisek zniszczą drogi komunikacyjne na zachód, włączając w to linie kolejowe i mosty, uniemożliwiając w ten sposób szybki powrót sił na wschód. W tym czasie główne siły fenian prowadzone przez brygadiera Samuela Speara o sile blisko 17 tysięcy miały rozpocząć inwazję na Quebec. Spodziewano się, że w Kanadzie uda się zdobyć konie (w USA po wojnie secesyjnej panował niedobór tychże) i sformować oddziały kawalerii. Bojownicy fenian mieli zaatakować jednocześnie Montreal i miasto Québec. Rzeka Św. Wawrzyńca miała być opanowana przez flotę. Na wypadek, gdyby Québec nie został zdobyty, Sherbrooke miało być podniesione do godności nowej irlandzkiej republiki Kanady.
Gdy plany zostały dopracowane czołowi fenianie spotkali się z prezydentem USA Andrew Johnsonem, który zaaprobował plan ataku i obiecał, iż Stany Zjednoczone uznają fakty dokonane, jeśli akcja zbrojna zakończy się powodzeniem. Jako akt dobrej woli Johnson polecił uwolnić skazanego wyrokiem sądowym aktywistę fenian Johna Mitchela, który został wysłany do Francji jako oficjalny przedstawiciel organizacji w tym kraju.
Plan agresji został zatwierdzony 19 lutego 1866 i natychmiast przystąpiono do przygotowań.

## Przebieg inwazji
Zanim nastąpił planowany atak na Kanadę, przeprowadzono dodatkową operację inwazji na Nowy Brunszwik. Według planu miało to być akcja myląca czujność brytyjską. 19 kwietnia niewielki oddział wyruszył z Maine i opanował wyspę Campo Bello należącą do Nowego Brunszwiku. Brytyjczycy, którzy zostali poinformowani o planach, w krótkim starciu z udziałem okrętu przepędzili agresorów. To pierwsze starcie, choć zakończyło się sromotną klęską fenian, spełniło swoje zadanie. Brytyjczycy przekonani, że była to główna agresja zaprzestali obserwowania nieprzyjaciół.
Tymczasem główna akcja była zupełnym zaskoczeniem. 31 maja oddział fenian przekroczył granicę Kanady w okolicach Fort Erie. Nie wszystko poszło jednak jak było wcześniej zaplanowane. W Cleveland zamiast zaplanowanych pięciu tysięcy bojowników udało się zgromadzić od 1 do 3 tysięcy (źródła różnią się znacznie w ocenach liczebności). Na domiar złego w przeddzień wymarszu rozchorował się brygadier Lynch i nie był w stanie poprowadzić swych ludzi. Wyznaczony na jego zastępcę pułkownik Sherwin, nie zdołał przybyć na czas do Buffalo. Ostatecznie na dowódcę oddziału wyznaczono najstarszego oficera Johna O’Neila. O godzinie 3:15 nad ranem awangarda fenian kierowana przez Owena Starra przekroczyła rzekę Niagarę. Pierwszy celem było zajęcie węzła kolejowego i stacji telegraficznej. Opanowano w ten sposób dwie ważne drogi kolejowe i system komunikacyjny. Do południa całe siły fenian okupowały już Fort Erie, który broniony zaledwie przez sześciu strzelców, został zajęty bez walki. Na maszt w forcie wciągnięta została trójkolorowa flaga the Irish Republican Brotherhood (IRB), taka sama jaka współcześnie jest używana przez Republikę Irlandii.
Pierwszym poważnym błędem O’Neila było to, że nie wykorzystał elementu zaskoczenia i nie wyruszył od razu na marsz w kierunku Toronto, lecz dał swym ludziom czas na odpoczynek. O piątej po południu obecność fenian została odkryta i pobliskie garnizony postawione w stan pogotowia. W przeciągu kilku godzin czterystu-osobowy oddział regularnego wojska brytyjskiego, wyposażony w 6 lekkich dział wyruszył na spotkanie z fenianami. Wkrótce dołączyło do niego 1115 milicji. 2 czerwca Brytyjczycy zdołali zmobilizować kolejnych 1100 żołnierzy. Część z nich użyto do zablokowania przeprawy do USA, odcinając agresorom ewentualny odwrót i uniemożliwiając nadejście posiłków i zaopatrzenia. W tym jednak czasie O’Neil prowadził swoje wojsko na spotkanie z głównymi siłami brytyjskimi. Oba oddziały spotkały się pod Ridgeway. Bitwa tam rozegrana zakończyła się brytyjską porażką, lecz fenianie nie zdołali wykorzystać chwilowego zwycięstwa i rozpoczęli odwrót. W międzyczasie brytyjskie siły wzmocnione o dalsze oddziały milicji zdołały okrążyć siły fenian. 4 tysiące posiłków pospiesznie sprowadzonych do Buffalo nie zdołało przekroczyć tym razem skutecznie bronionej przeprawy. 3 czerwca oddział O’Neila został otoczony przez 5 tysięczny oddział brytyjski. W tym samym czasie odbito Fort Erie, broniony przez pułkownika Michaela Bailey. Sam dowódca obrony został zastrzelony, gdy próbował poddać swój oddział. Zginął trzymając białą flagę w ręku. Dowódca brytyjski, odpowiedzialny za to naruszenie etyki wojennej – Stoughton Dennis, stanął później przed sądem wojskowym, został jednak uwolniony od winy.
Tego samego dnia wieczorem główne siły fenian poddały się. Część bojowników zostało aresztowanych, a następnie osadzonych w Toronto. 22 z nich skazano na śmierć i stracono. Dużej części, w tym i dowódcy udało się rozproszyć i przedostać na amerykański brzeg, gdzie zostali internowani przez władze amerykańskie.
Niepowodzenie O’Neila częściowo należy przypisać nieszczęśliwemu zbiegowi okoliczności, a częściowo niezdecydowaniu i błędom samego dowódcy. Ważnym czynnikiem klęski był fakt, że druga kampania, która miała wyruszyć z Detroit, nigdy nie zdołała przekroczyć granicy, zatrzymana przez siły amerykańskie jeszcze przed przekroczeniem granicy Kanady. O’Neil i inni wyżsi oficerowie fenian internowani w Buffalo zostali oskarżeni, osądzeni i skazani za nielegalną akcję zbrojną i naruszenie suwerenności obcego państwa. Jednak, gdy tylko sprawa ucichła wszyscy zostali uwolnieni. O’Neil, uznany za bohatera był jeszcze aktywny przez wiele lat. Został wybrany na prezydenta senatu IRB (fenian). W 1870 próbował organizować kolejna akcje zbrojna przeciwko Kanadzie, bez powodzenia jednak. W czasie rebelii nad Rzeką Czerwoną, proponował jej przywódcy Louisowi Rielowi, współdziałanie. Oferta ta jedna została odrzucona.
Niepowodzenie akcji na zachodzie nie zatrzymało agresji na Kanadę wschodnią. 6 czerwca generał Spear wkroczył do Quebecu. Pierwszy z dwóch zagonów po wtargnięciu około 20 km w głąb prowincji został zepchnięty za granicę. Sam Spear na czele dwutysięcznego oddziału zaangażował się w zwycięską potyczkę pod Pigeon Hill. Wobec niepowodzenia powstania w Montrealu, zmuszony był jednak wycofać się do Vermontu. Pościgowe siły brytyjskie naruszyły granicę amerykańska, przypadkowo zabijając na amerykańskiej ziemi jednego cywila, kobietę, znaną jako miss Eccles, która obserwowała zamieszanie stojąc u progu swego domu.
6 czerwca, gdy resztki armii fenian były usuwane z kanadyjskiej ziemi, władze brytyjskie podpisały z USA, reprezentowanymi przez prezydenta Johnsona, porozumienie kończące spory finansowe powstałe po zakończeniu wojny secesyjnej. Brytyjczycy w ramach odszkodowania (Wielka Brytania popierała secesję) za amerykańskie straty zgodzili się na wypłacenie odszkodowania wysokości przeszło 15 milionów dolarów. Amerykanie przyrzekli wycofanie poparcia dla fenian i uniemożliwienie dalszych agresji wobec Kanady.